# Xã Barry, Michigan
Xã Barry (tiếng Anh: Barry Township) là một xã thuộc quận Barry, tiểu bang Michigan, Hoa Kỳ. Năm 2010, dân số của xã này là 3.378 người.